# Hildebrandtia (animal)
Hildebrandtia es un género de anfibios anuros de la familia Ptychadenidae.
Se distribuyen por el África subsahariana, a excepción del extremo sur del continente.

## Especies
Se reconocen las tres siguientes según ASW:
- Hildebrandtia macrotympanum (Boulenger, 1912)
- Hildebrandtia ornata (Peters, 1878)
- Hildebrandtia ornatissima (Bocage, 1879)